# European Synchrotron Radiation Facility
European Synchrotron Radiation Facility (ESRF) er en fælleseuropæisk synkrotron til forskning indenfor fysik med anvendelse af en slags røntgenstråling. ESRF ligger i Grenoble, Frankrig.

## Ekstern henvisning
- ESRF Arkiveret 27. november 2006 hos  Wayback Machine

- Wikimedia Commons har flere filer relateret til European Synchrotron Radiation Facility

| Naturvidenskab | Spire Denne naturvidenskabsartikel er en spire som bør udbygges. Du er velkommen til at hjælpe Wikipedia ved at udvide den. |

45°12′31″N 5°41′24″Ø / 45.2086°N 5.69°Ø